# Yuriy Goltsev
Yuriy Goltsev (tiếng Belarus: Юрый Гольцаў; tiếng Nga: Юрий Гольцев; sinh 19 tháng 9 năm 1995) là một cầu thủ bóng đá Belarus hiện tại thi đấu cho Neman Grodno.